# 1531
1531 (MDXXXI) je bilo navadno leto, ki se je po julijanskem koledarju začelo na nedeljo.

## Dogodki
- Španci zavzamejo inkovsko prestolnico Cuzco.

## Smrti
- 16. februar - Johannes Stöffler, nemški matematik, astronom, astrolog, duhovnik (* 1452)
- 11. oktober - Huldrych Zwingli, švicarski teolog, reformator, humanist (* 1484)
- Vallabha, indijski hindujski guru in filozof (* 1479)